# Берестя (Чернівецький район)
Бере́стя — село в Україні, в Новоселицькій міській громаді Чернівецького району Чернівецької області.

## Історія
Перша документальна згадка села датується 8 червня 1456 року у грамоті молдавського воєводи Петра Арона, де він закріплює село Береста боярину Сін дє Хотін.
1735 року в селі збудована дерев'яна церква.
16 травня (28 травня) 1812 року між Османською та Російською імперіями було підписано угоду про завершення Російсько-турецька війна (1806—1812), за якою село в складі східної Молдавії та Хотинського повіту відійшло до Російської імперії.
Відомо, що у 1840—1850-х роках XIX століття в селі жили такі люди: Павло Хабуля, Олекса Стець, Пентелей Стець, Ілія Пушкаш, Танасій Боканча, Андрій Олександришин, Іван Драгунів. З вказаних мешканців, Пентелей Стець у 1850 році був старостою села. Поміщиком у селі на той час був Сандулакі (Садулакій, Сандул, Олександр) Томович Томулець, згодом, а саме з 1850 року частина села була передана у володіння його сина Георгія Томульця.
За даними на 1859 рік у власницькому селі Хотинського повіту Бессарабської губернії, мешкало 476 осіб (280 чоловічої та 196 — жіночої статі), налічувалось 73 дворових господарств, існувала православна церква.
Станом на 1886 рік у власницькому селі Новоселицької волості мешкало 520 осіб, налічувалось 90 дворових господарств, існувала православна церква.
28 березня 1918, після приєднання Бессарабії до Румунії, село стає частиною Румунії.
28 червня 1940 внаслідок пакту Ріббентропа-Молотова (1939), Бессарабія, Північна Буковина, Буджак та Повіт Герца були приєднані до Української РСР.
17 липня 2020 року, в результаті адміністративно-територіальної реформи та ліквідації Новоселицького району, село увійшло до складу Чернівецького району.

## Населення
1930 рік — 1023, 1989 рік — 880, 2007 рік — 836 осіб.

## Галерея

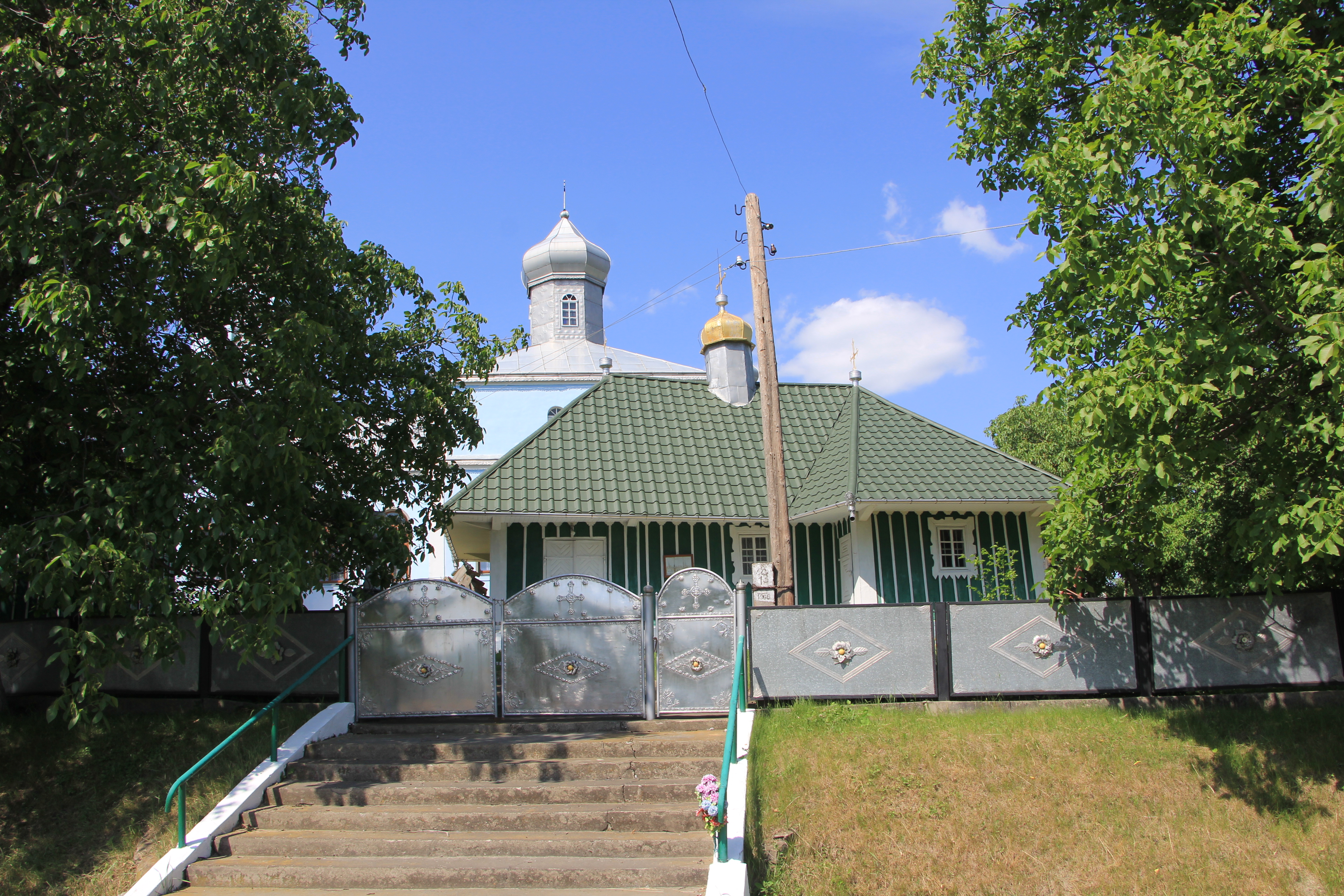
Дерев'яна церква Успіння Пр. Богородиці 1735 с. Берестя
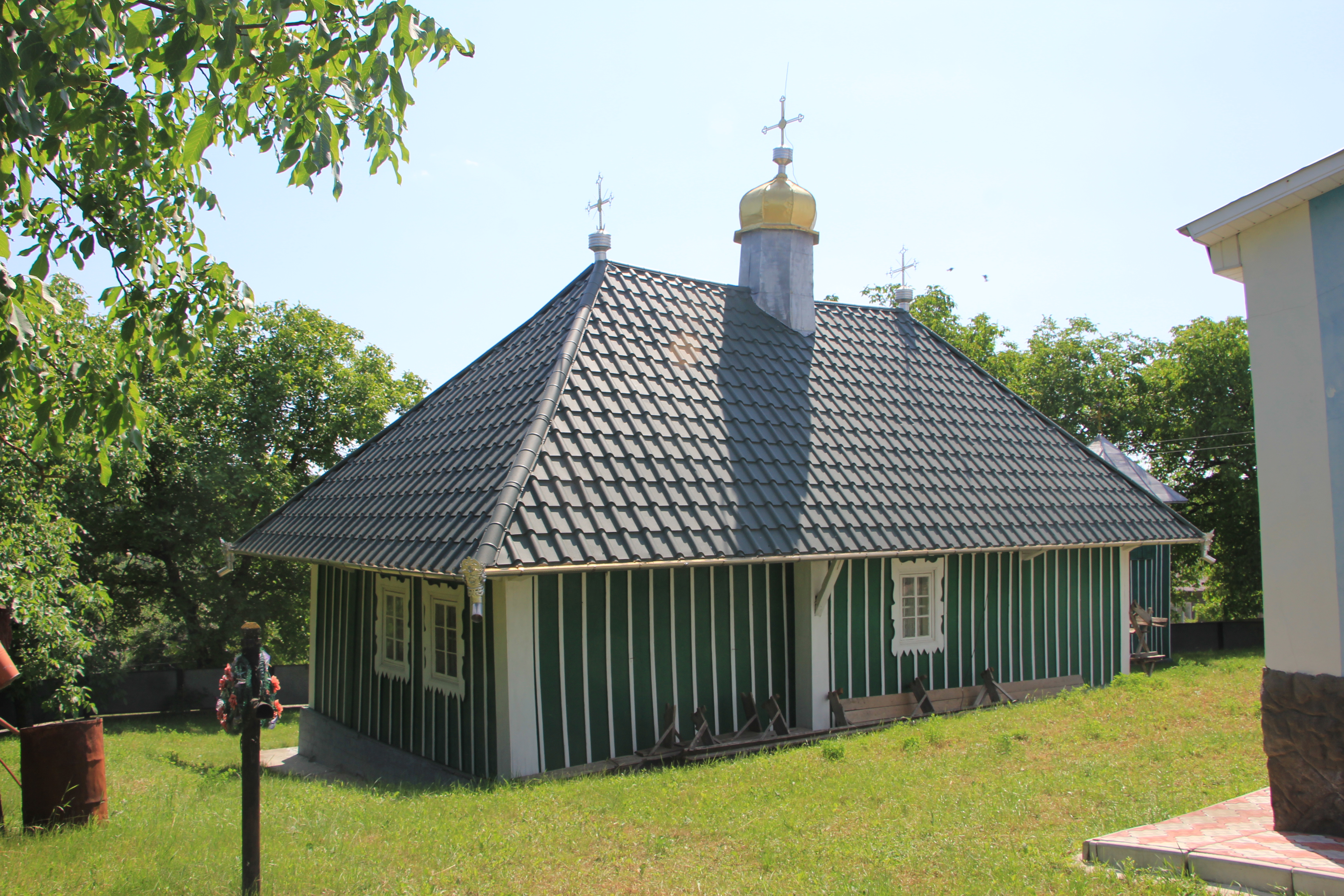
Дерев'яна церква Успіння Пр. Богородиці 1735 с. Берестя
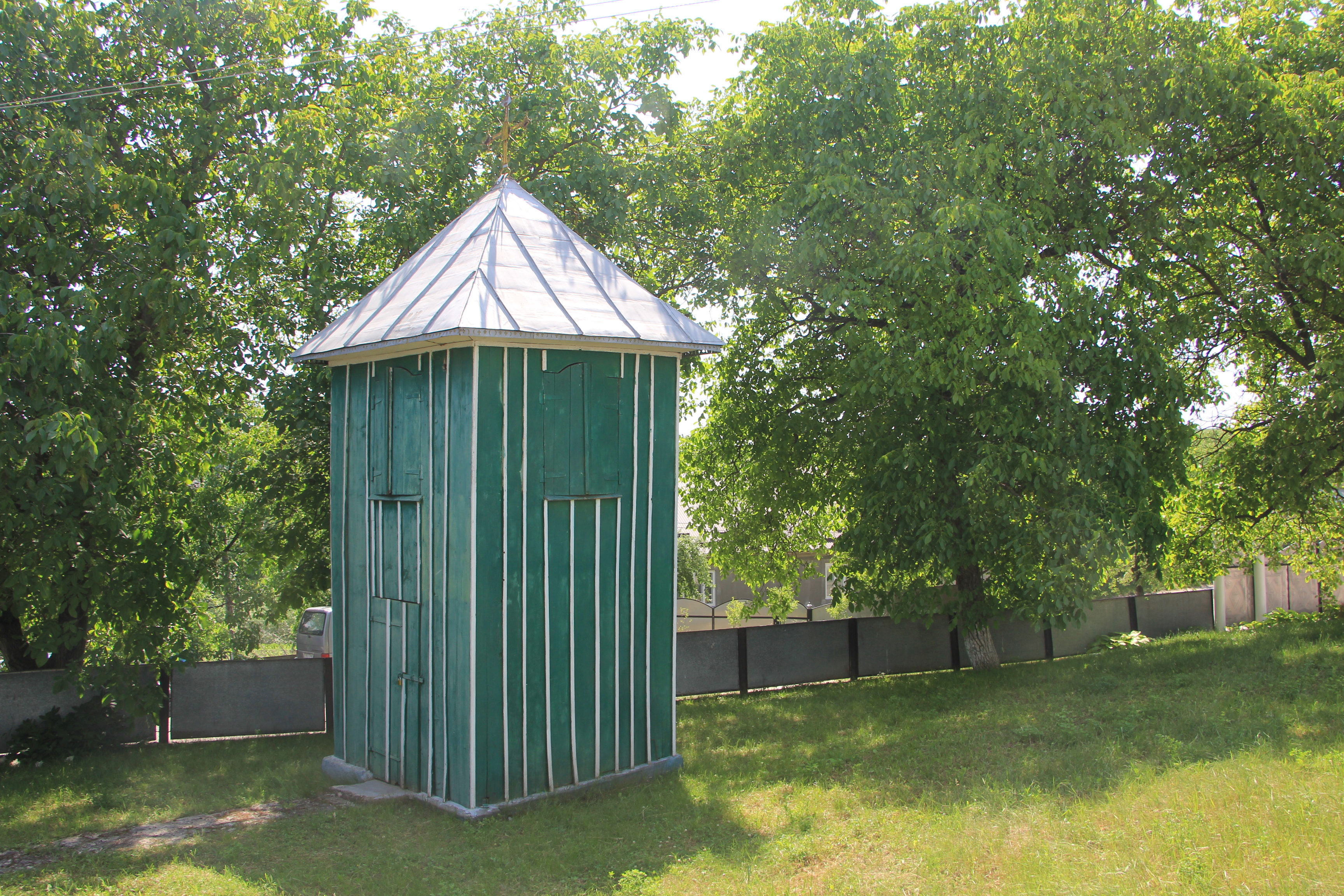
Дерев'яна церква Успіння Пр. Богородиці 1735 с. Берестя
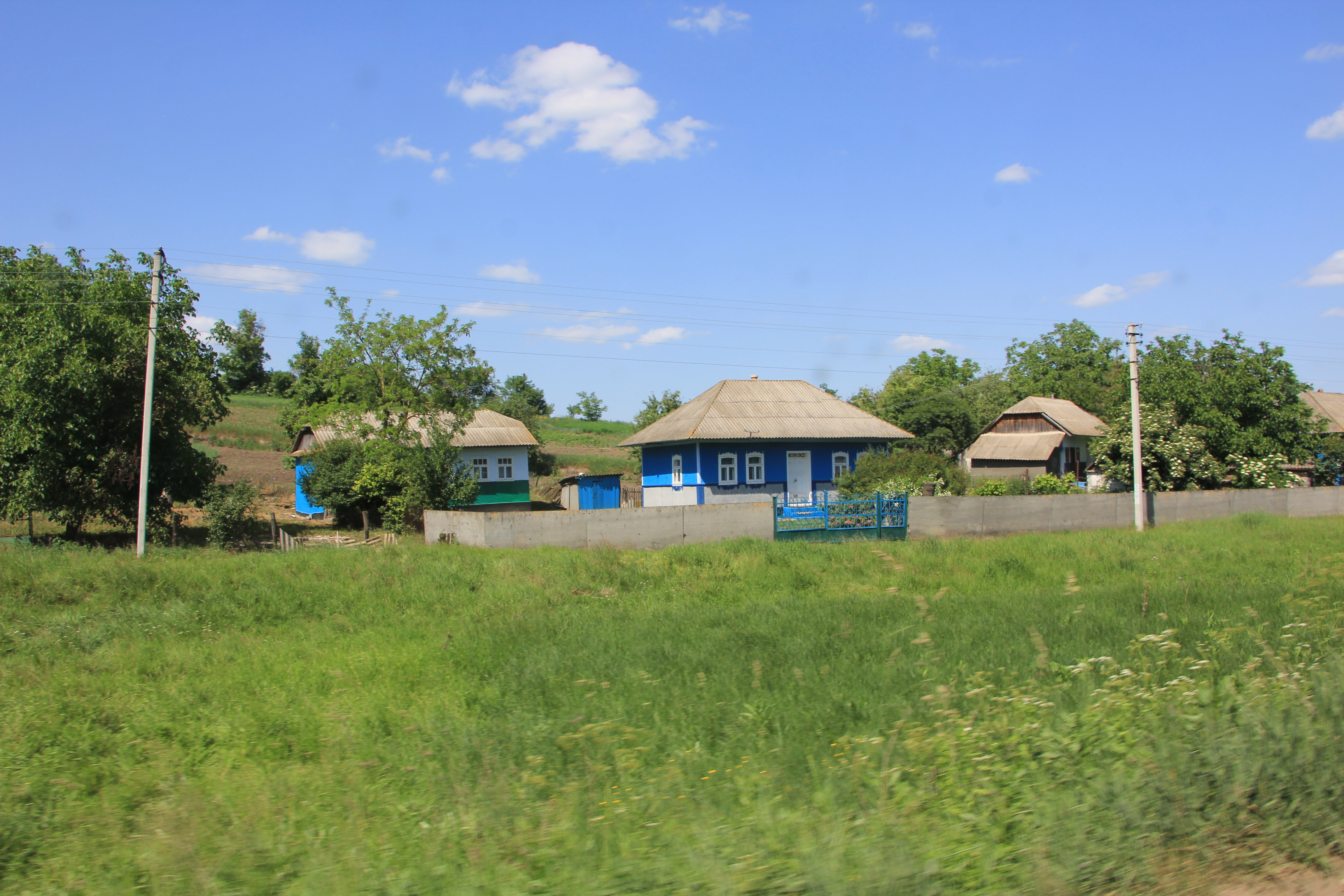
Стара хата, с. Берестя
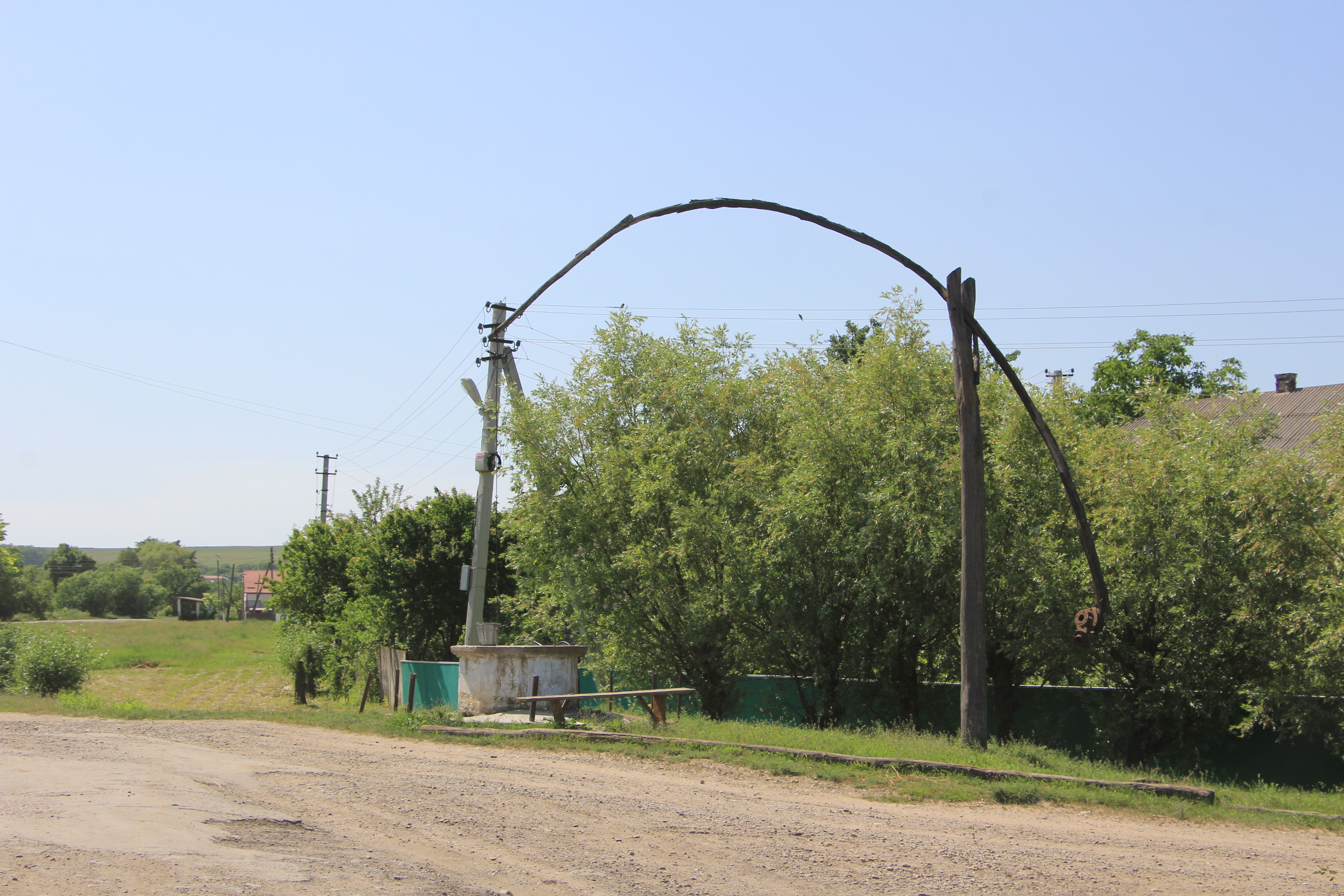
криниця з журавлем в с. Берестя
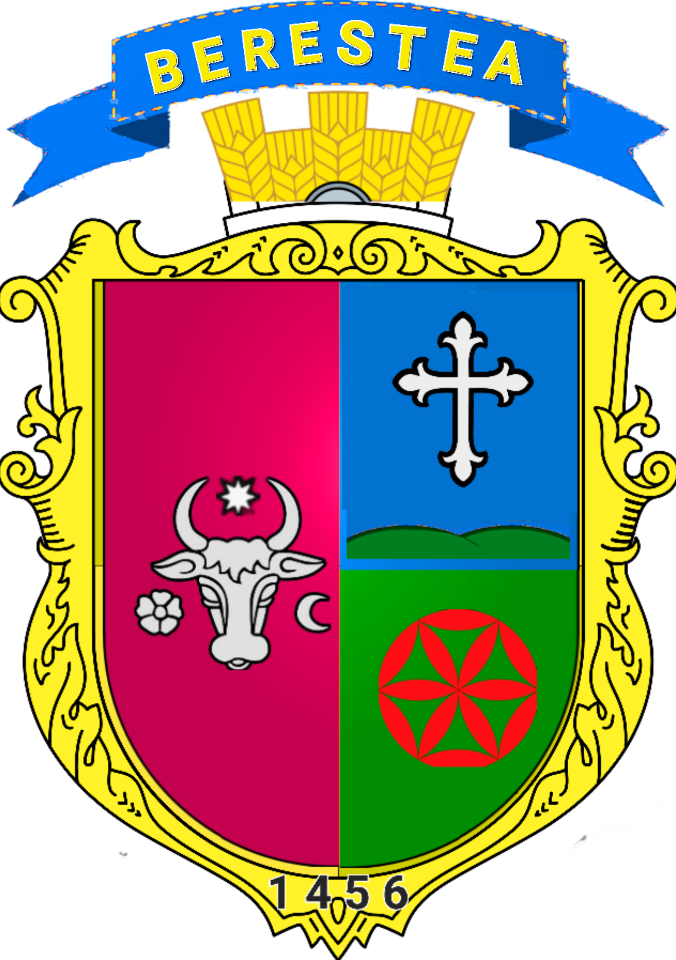
Проєкт герба села Берестя

## Постаті
- Ігнатеско Дмитро Дмитрович (1976—2022) — старший сержант Збройних Сил України, учасник російсько-української війни.